# Alarm für Cobra 11 – Die Autobahnpolizei
Alarm für Cobra 11 – Die Autobahnpolizei, (em Portugal, Alerta Cobra), é uma série de televisão alemã produzido desde 1996 pela RTL Television (RTL Group), popular entre os países de expressão germânica, em que é protagonizada por dois polícias da auto-estrada cujo objectivo é manter a ordem nas auto-estradas do país. A série é transmitida em Portugal pelo canal AXN. O AXN cancelou a sua transmissão, sendo a temporada 16 a última a ir para o ar por terras lusas.
No Brasil é exibido pela Rede Bandeirantes com o nome de Operação Implacável.

## Visão geral

### Premissa
No início de cada capítulo, antes da apresentação dos actores e da música, mostram-se as seguintes frases:
| “ | O meio deles é a autoestrada. A missão é a velocidade máxima. Os seus adversários são criminosos perigosos sem limites. Uma missão cheia de risco para os homens de Alerta Cobra. | ” |